# Lípa srdčitá v Nedvězí u Říčan
Lípa srdčitá v Nedvězí u Říčan je památný strom, který roste na travnaté ploše při levém břehu Rokytky poblíž můstku přes potok, při ulici K Radhošti ve směru z obce.

## Parametry stromu
- Výška (m): 23,0
- Obvod (cm): 497
- Ochranné pásmo: vyhlášené - kruh o poloměru 16 m na p.č. PK 66/1, PK 572, 153/9, 163/21
- Datum prvního vyhlášení: 28.10.2006[1][2]
- Odhadované stáří: 220 let (k roku 2016)[3]

## Popis
Lípa je pro svůj obvod kmene nejmohutnější lípou na území Prahy. Tento kmen se rozděluje na dvě kosterní větve, které nesou širokou rozložitou korunu větvenou do všech stran. Protože roste na břehu potoka, má dostatek vody i živin. Pro svoji velikost je krajinnou dominantou, její zdravotní stav je velmi dobrý.

## Historie
Lípa byla vysazena kolem roku 1800. Roste na hranici přírodní rezervace Mýto, vyhlášené roku 1988 na ploše 18,6 hektaru.

## Památné stromy v okolí
- Duby v Nedvězí